# حمام الملك الظاهر
حمام الملك الظاهر واحد من أقدم الحمامات العامة في مدينة دمشق - سوريا. يعود تاريخ إنشائه إلى النصف الثاني من القرن العاشر (985م - 375هـ) خلال الفترة الفاطمية.
اسمه الأصلي «حمام العقيقي» نسبة إلى بانيه «أحمد بن الحسين العقيقي» المتوفي سنة 376هـ، وهو رجل دين مهم في تلك الفترة، حيث تقع الدار التي سكنها «العقيقي» بجانب الحمام.
قام فيما بعد الملك المملوكي السعيد ناصر الدين (1277م - عام 676هـ) بشراء الحمام والدار وتسميته نسبة إلى والده الملك الظاهر بيبرس.

## الموقع
يقع في حي العمارة الجوانية، شارع الملك الظاهر، جانب المدرسة الظاهرية، منطقة دمشق القديمة.

## معالم الحمام
لا يختلف حمام «الملك الظاهر» مثل بقية الحمامات الدمشقية القديمة من خلال أسلوب بنائه وديكوره الداخلي عن البيت الدمشقي كثيراً فكل تفاصيل التراث الشامي تتجلى بأبهى صورها في الحمام القديم ما جعله مقصداً للسياح من كل أنحاء العالم، وخاصة أنه يحمل تقليداً غير موجود في دول الغرب وهو الاستحمام في الأماكن العامة.
ينقسم الحمام مثله مثل باقي حمامات السوق بشكل عام إلى أربعة أقسام:

### البراني

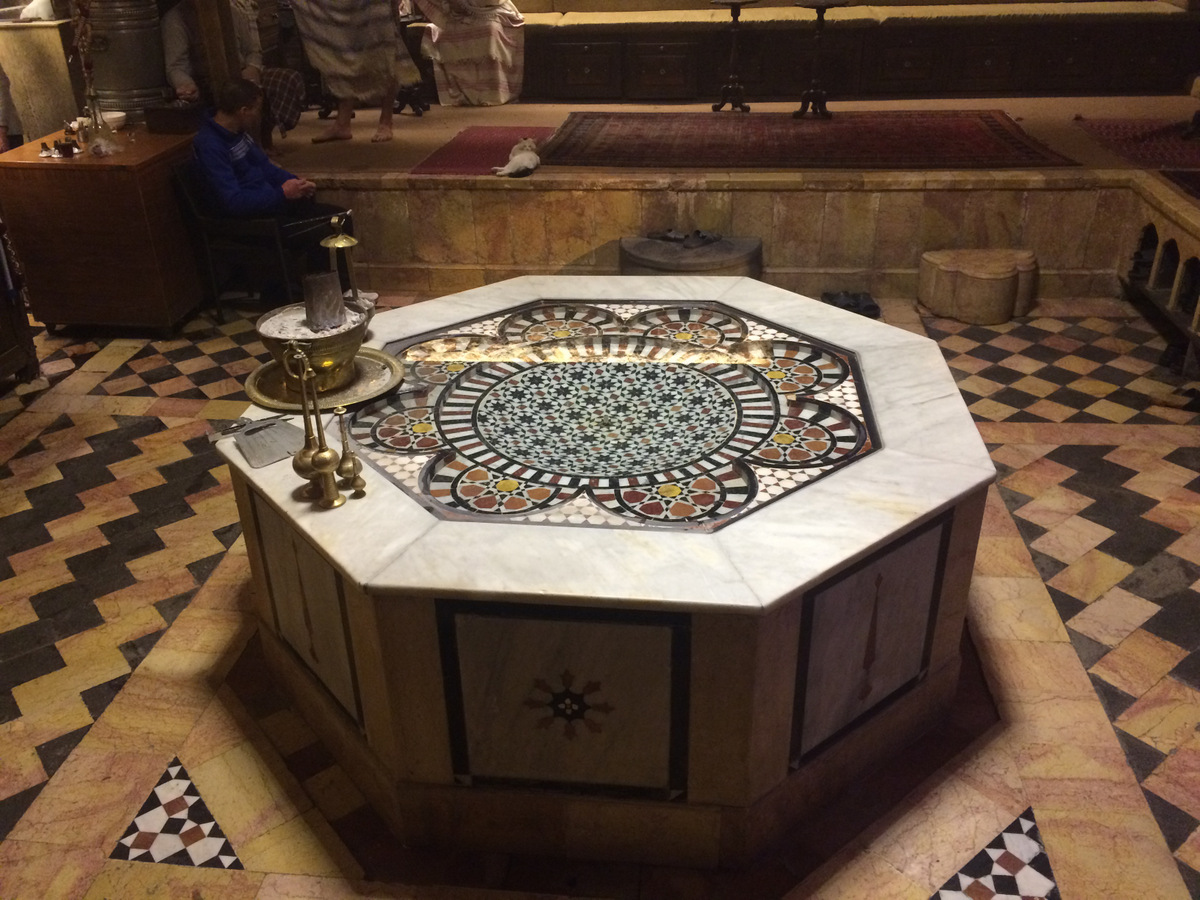
براني حمام الملك الظاهر

ويقال له القسم البارد وهو الخارجي من الحمام ويتألف من منصة واسعة يتكون من المصاطب وتتوسـطها «بحرة» في روعة من الجـمال، ولكل مصطبة خزانة أو أكثر لخلع الملابس بداخلها وتعلق الألبسة على مشاجب خشبية، وأسفل المصاطب توجد فتحات في الجدران على شكل طاقات لوضع القباقيب، ومقابل باب الحمام الرئيسي «المدخل الرئيسي» توجد مصطبة المعلم المخصصة لاستقبال الزبائن ووضع الودائع والأمانات عنده، حيث يحتفظ بصندوق خشبي من أجل الودائع، أما السقف فيأخذ شكل الأقواس التي تنصب على جدران البراني الأربعة التي تنتهي إلى رقبة انتظمت منها النوافذ وعلتها قبة واسعة توزعت فيها فتحات زجاجية ملونة، ومن سقف القبة تتدلى السلاسل لتعليق المشكاوات والفوانيس.

### الوسطاني
ويسمى القسم المعتدل، ويشمل كل الخدمات من استحمام ودورات المياه، أما ساحته فهي أصغر من ساحة البراني بكثير، وحلقة الوصل بين البراني وبيت النار، وتعلوها قبة ذات فتحات لتهوية هذا القسم.

### الجواني
وهو القسم الحار أو قسم الاستحمام، ويحتوي على «أواوين» للاغتسال ومقاصير خاصة، وتتوسطه مصطبة بيت النار التي يجلس عليها المستحمون بإضافة إلى الحمام البخاري (الساونا) والتدليك لمن أراد ذلك».

### القميم
كان هناك قديماً قسم أخير وهو «القميم» فهو جناح خارجي ملحق بالحمام كان يتم فيه تسخين الماء من قبل عامل يسمى «القميمي» عن طريق حرق القمامة المجففة وروث الحيوانات ونشارة الخشب، وتم الاستغناء عن هذا القسم الأخير بعد الاعتماد على أساليب حديثة في تسخين الماء.

## كيفية عمله
يضم الطاقم الذي يعمل في داخل الحمام «الناطور» وهو الذي يستلم ملابس الزبائن في القسم الخارجي، و«المصوبن» ومهمته تغسيل الزبائن بالصابون والليفة والدلك بالكيس الخاص بالحمام لإخراج الوسخ لمن أراد، ثم «القهوجي» ويسقي القهوة للزبائن في الحمام، و«التبع» وهو عامل يقدم للزبائن المناشف إذا كانوا من متوسطي الحال أو من الفقراء، ثم «الأجير» ويكون مهمته أخذ النعال وتقديمها لأصحابها، وأخيراً المعلم وهو صاحب الحمام، وتم الاستغناء عن «القميمي» كما ذكر أعلاه.
كان الحمام يزود بالمياه عن طريق أحد فروع نهر بردى، أما الآن فيعتمد على بئر خاص لذلك، لكن أساليب الاستحمام القديمة مازالت معتمدة وهي الجرن والطاسة مع إدخال بعض التقنيات الحديثة، بالإضافة إلى الصابونة والليفة التي يتميز كل حمام بنوع خاص منها، والقباقيب التي تحمي الزائر من الانزلاق والأوساخ إذا كانت موجودة على أرضية الحمام.

## في الوقت الحاضر
يقول بسّام كبب مدير «حمّام الملك الظاهر» الأثري، أنّ «حجم إقبال الزبائن بقي على حاله تقريباً» خلال سنوات الحرب، لكّن «دوافعهم اختلفت، فكثافة سكان البيت الواحد ازدادت في بعض الحالات نتيجةً للنزوح، وأصبحوا يقصدون حمّامات السوق، من أجل تخفيف ضغط سحب الماء بالمنازل، بعد أزمات انقطاع المياه والكهرباء المتلاحقة...».
تدير عائلة بسّام هذا الحمام منذ 145 عاماً، وجدّه "أبو شاكر" كان "شيخ كار حمّامات الشام"، ويُرَجّحُ أن يكون «حمّام الملك الظاهر»؛ "من أقدم حمّامات سوريا والعالم استمراراً بأداء وظيفته دون انقطاع.
أحدث الترميمات للحمّام، تمّت منذ عشرة أعوام تقريباً، على يد عائلة الـ «كبب»، وكشفت عن حجارة بنائه الأصلي، بعد أن كان مكسوّاً بالسيراميك ما أخفى جماليّاته الخاصّة، ليأخذ شكله الحالي.

## وصلات خارجية
- صفحة الحمام على الفيسبوك
- يوتيوب